# 카시오페이아자리 6
카시오페이아자리 6 (6 Cas)은 카시오페이아자리에 위치한 이중성이다.

## 구성
카시오페이아자리 6 A는 분광형 A2.5의 극대거성이다. 이 별은태양 질량의 약 25배이고, 밝기는 200,000배이다. 이 별은 백조자리 알파형 변광성과 같이 불규칙하게 변한다